# Saint-Amand-de-Belvès
Saint-Amand-de-Belvès korábbi község Franciaországban, Dordogne megyében. Lakosainak száma 116 fő (2018. január 1.). Saint-Amand-de-Belvès Carves községgel határos.
2016. január 1-jén Belvès korábbi községgel egyesült és az így létrejött Pays de Belvès új község része lett.

## Népesség
A település népessége az elmúlt években az alábbi módon változott:
| Lakosok száma | 139  | 123  | 86   | 104  | 100  | 88   | 107  | 108  | 119  | 116  |
|               | 1962 | 1968 | 1982 | 1990 | 1999 | 2008 | 2011 | 2013 | 2017 | 2018 |